# بالاآوری (گوارش)

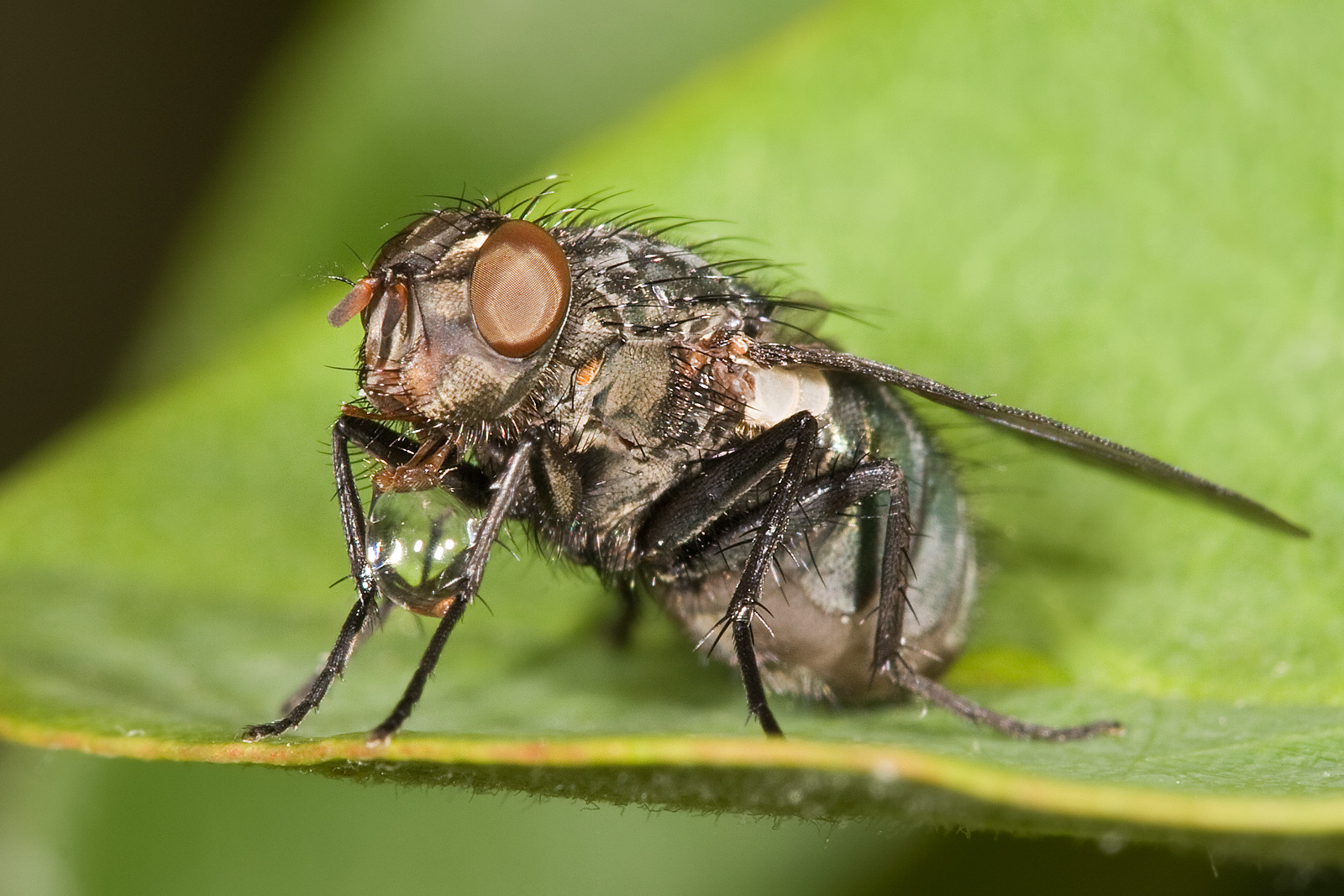
مگس گوشت، (نام علمی: Sarcophagidae) در حال دمیدن حباب". یکی از تفسیرها برای این رفتار این است که این مگس غذای مایع را با تبخیر تغلیظ می‌کند. رژیم غذایی مگس گوشت حاوی مقدار بسیار زیادی آب است. این مگس؛ قسمت مایع غذا را با بالاآوری، بیرون آورده و برای مدتی نگه می‌دارد، در حالی که تبخیر مقدار آب آن را کاهش می‌دهد و در نتیجه مگس می‌تواند غذا را با غلظت بالاتر و مقدار بیشتر مصرف کند. این کار را مگس گوشت تا زمانی ادامه می‌دهد که به مقدار کافی مایع برای نیاز بدنی او در غذا باقی بماند. - موزهٔ استرالیا

بالاآوری یا برون‌افکنی (به انگلیسی: Regurgitation) بیرون راندن مواد از حلق یا مری است و این اصطلاح معمولاً در رابطه با خارج‌ساختن غذای هضم‌نشده یا مواد خونی به کار می‌رود.
این رفتار در برخی از گونه‌ها برای تغذیهٔ نوباوگان آنان استفاده می‌شود، و به‌طور معمول به‌کارگیری آن در شرایطی است که نوباوگان در محل ثابتی قرار دارند و والدین باید غذا را بسازند یا آن را شکار کنند و به لانه ببرند، به‌ویژه در شرایطی که در جریان حمل یک شکار کوچک، ممکن است غذا توسط دیگر شکارچیان راه‌زنی و ربوده شود یا کل طعمه بزرگتر از آن باشد که بتواند به لانه یا چاله حمل شود. گاهی نیز برخی از گونه‌های پرندگان گلوله‌هایی از مواد غیرقابل هضم، مانند استخوان‌ها و پرها را، با رگورژاسیون بیرون می‌ریزند.
در بیشتر حیوانات رفتار رگورژاسیون یا بالاآوری یک فرایند طبیعی و ارادی و بر خلاف واکنش پیچیدهٔ استفراغ در برابر مسمومیت است. عسل خود به وسیلهٔ فرایند بالاآوری توسط زنبور عسل تولید می‌شود که به عنوان یک منبع غذایی اساسی در کندوی زنبور عسل ذخیره می‌شود.